# Mycena interrupta
Mycena interrupta, thường được biết đến với tên the Pixies' Parasol (Dù Tiên), là một loài nấm, được tìm thấy ở Úc, New Zealand, New Caledonia

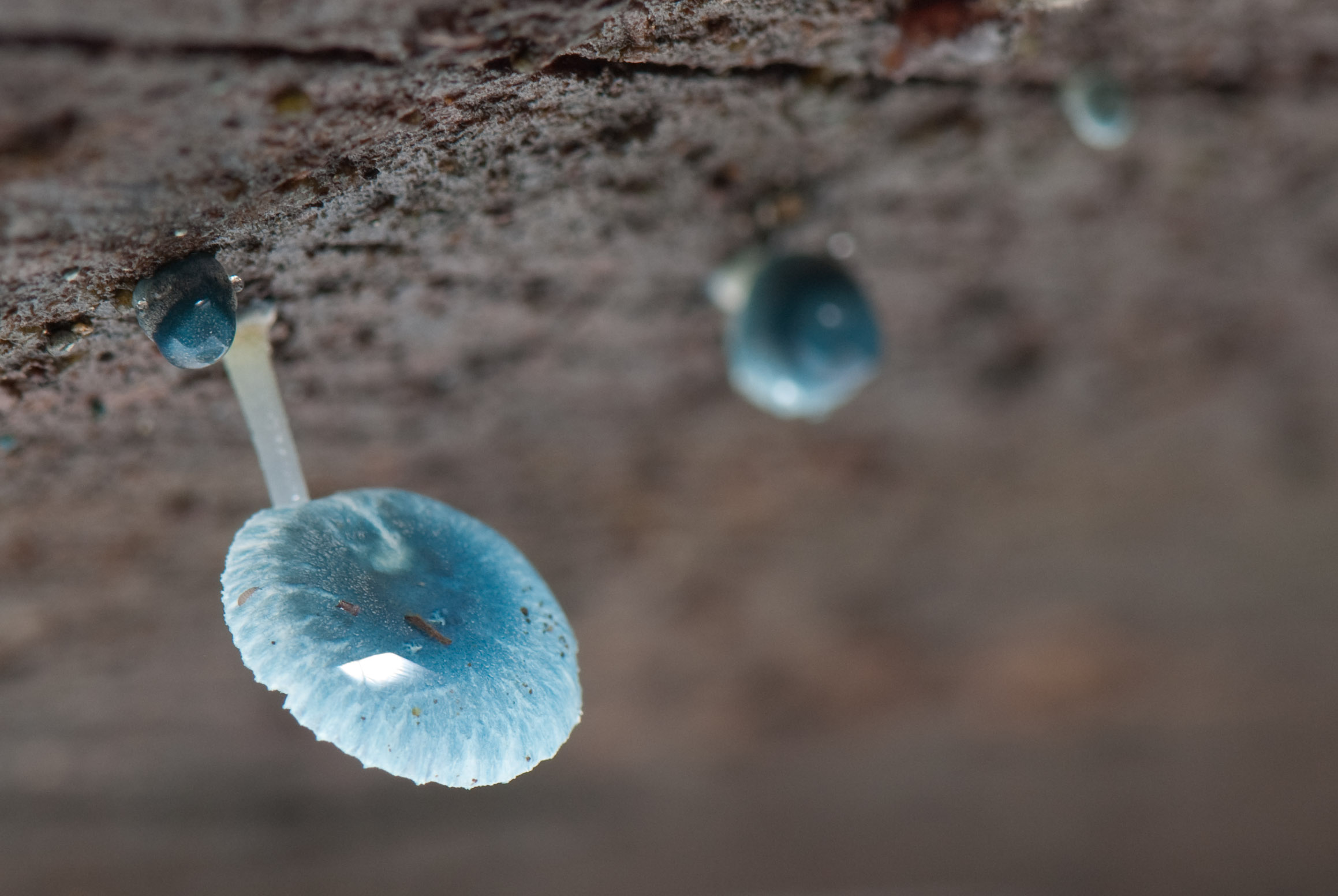
Mycena interrupta

 và Chile.